# Nabil Fekir
Nabil Fekir (نبيل فقير), né le 18 juillet 1993 à Lyon, est un footballeur international français qui évolue au poste de milieu offensif à Al Jazira Sports & Culture Club.
Sélectionné en équipe de France à partir de 2015, il remporte la Coupe du monde 2018.

## Biographie

### Enfance et formation
Originaire du quartier Jacques-Monod à Villeurbanne, il est le fils de Mohamed Fekir, un Algérien qui s'est installé en France en 1992 et qui a longtemps travaillé comme salarié dans une usine de métallurgie, et d’une mère assistante sociale, tous deux berbères originaires de Fadjana, commune de Menaceur, wilaya de Tipaza en Algérie. Il est l’aîné d’une fratrie de quatre garçons.
Nabil Fekir fréquente durant son enfance plusieurs clubs de football de la région lyonnaise, l'AS Tonkin Villeurbanne, le FC Vaulx, puis le Caluire SC. Il est finalement remarqué par l'Olympique lyonnais à l'âge de 13 ans mais deux ans plus tard, il n'est pas conservé par le club. Nabil Fekir retourne alors au FC Vaulx puis à l'AS Saint-Priest dans l'équipe des moins de 19 ans. Au même moment, il effectue un essai au Stade Malherbe de Caen, mais ne sera pas retenu. À l'occasion d'un match de Coupe Gambardella contre l'OL, il est de nouveau remarqué par les recruteurs lyonnais qui lui proposent de revenir au club,. Il retrouve finalement l'OL lors de la saison 2011-2012 (19 matchs et 5 buts en CFA). Il signe un contrat stagiaire d'un an à l'issue de celle-ci.

### Carrière en club

#### Olympique lyonnais (2013–2019)

##### Intégration à l'équipe première (2013–2014)

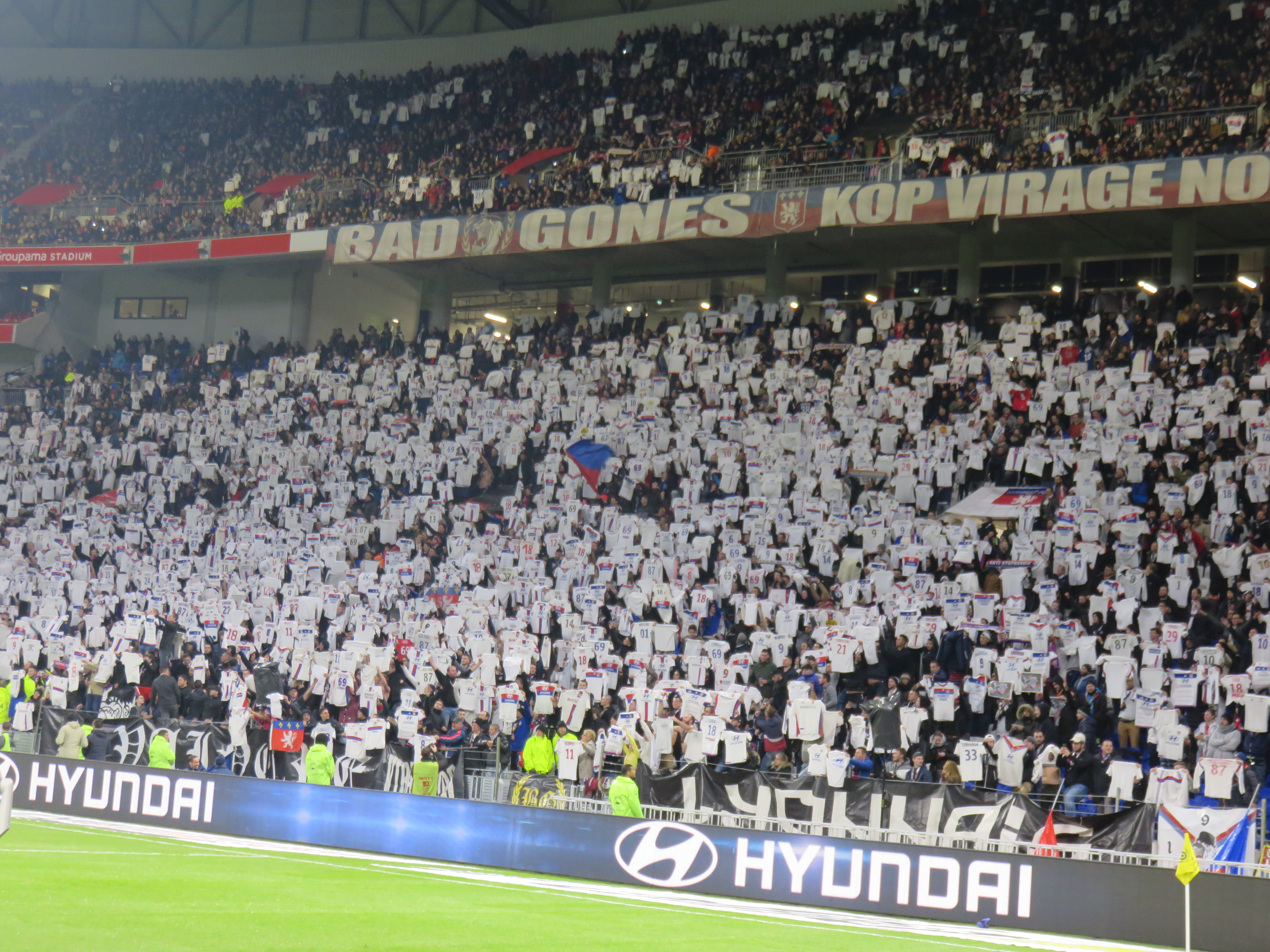
Tifo des Bad Gones en hommage à la célébration polémique de Nabil Fekir lors du derby ASSE-OL du 5 novembre 2017.

Le 28 août 2013, il rentre à la mi-temps du match retour de barrages de Ligue des champions qui oppose l'Olympique lyonnais à la Real Sociedad. Il joue également en championnat entre la quatrième et la dixième journée en étant utilisé comme milieu gauche. Il évolue ensuite principalement en réserve. En fin de saison, il entre sur le terrain durant la finale de la Coupe de la Ligue perdue par Lyon contre le Paris Saint-Germain. Le 27 avril 2014, jouant milieu offensif, il marque son premier but en Ligue 1 contre le Sporting Club de Bastia et offre deux passes décisives, à domicile. Son contrat avec l'OL s'achève alors le 30 juin 2019.

##### Explosion et révélation lyonnaise (2014–2015)
Au début de la saison 2014-2015, il change de numéro de maillot en passant du 31 au numéro 18, anciennement porté par Bafétimbi Gomis, parti libre. Il commence la saison en concurrence avec Steed Malbranque, Yoann Gourcuff et Gaël Danic pour occuper le poste de milieu offensif derrière les deux attaquants lyonnais. Néanmoins, après une série de trois défaites d'affilée, Hubert Fournier décide de positionner Nabil Fekir au poste de second attaquant en étant associé à Alexandre Lacazette contre Monaco le 12 septembre 2014. Les Lyonnais finissent par l'emporter 2-1 avec une prestation collective convaincante, Nabil Fekir en profitant pour inscrire son premier but de la saison. Le jeune franco-algérien, qui n'a pas encore choisi la sélection nationale qu'il souhaite représenter, s'y installe et il forme avec Alexandre Lacazette un duo très complémentaire, les deux joueurs explosant littéralement aux yeux du grand public alors que l'OL tient tête au Paris Saint-Germain en championnat. Le 9 novembre 2014, il inscrit le premier doublé de sa carrière contre l'En avant Guingamp (victoire 3-1).
À la mi-saison, son nom commence à être cité pour intégrer la prochaine liste de Didier Deschamps et il décide de définitivement représenter la France en sélection. Alors que Nabil Fekir et Alexandre Lacazette étaient souvent associés avec Yoann Gourcuff en soutien, ce dernier subit de nombreuses blessures, ce qui l'éloigne quasi-définitivement des terrains. Clinton Njie, attaquant rapide et autre jeune du centre de formation lyonnais, éclot et gagne sa place de titulaire permettant à Nabil Fekir de reculer et occuper le poste de milieu offensif, son poste naturel, en soutien de la doublette Njie-Lacazette. L'OL ne parvient cependant pas à tenir la cadence du Paris Saint-Germain et finit finalement deuxième du championnat, place assurée à l'avant-dernière journée à la suite d'un nul contre les Girondins de Bordeaux avec un but de Nabil Fekir (score 1-1).
La saison lyonnaise est une réussite et les cinq pépites du centre de formation Nabil Fekir, Alexandre Lacazette, Corentin Tolisso, Samuel Umtiti et Anthony Lopes deviennent réellement les leaders d'un effectif lyonnais très talentueux. En plus de cela, le retour assuré en Ligue des champions est un point très positif, surtout après l'élimination en barrages de Ligue Europa en début de saison. Cette saison est la saison de l'explosion pour Nabil Fekir qui finit avec 13 buts et 9 passes décisives en championnat. À l'âge de 21 ans, il prend de nombreuses responsabilités et devient même le leader offensif sur le terrain lorsque Alexandre Lacazette est blessé. Son excellente saison lui permet d'être nommé Trophée UNFP du meilleur espoir de Ligue 1 tandis que son coéquipier Alexandre Lacazette est nommé meilleur joueur.

##### Coup d'arrêt puis reprise compliquée (2015–2017)
Le 29 août 2015, Nabil Fekir inscrit le premier triplé de sa carrière contre le Stade Malherbe de Caen lors de la quatrième journée de championnat (4-0),. Victime d'une rupture des ligaments avec sa sélection en septembre, Nabil Fekir ne retrouve la compétition qu'en avril 2016 en entrant en jeu à la 86e minute contre le Montpellier HSC lors de la 33e journée de Ligue 1, soit sept mois après sa blessure (0-2). Il loupe ainsi le retour de son équipe en Ligue des champions et l'inauguration du Parc OL, nouveau stade du club. Il joue son premier match dans le nouveau stade le 15 avril 2016 contre l'OGC Nice (match nul 1-1), en entrant en jeu à la place de Christophe Jallet. Le 13 mai 2016, il est titularisé lors de la 38e et dernière journée face au Stade de Reims, une première depuis août 2015 (défaite 4-1).
Il commence la saison 2016-2017 en tant que titulaire sur l'aile droite en compagnie d'Alexandre Lacazette dans l'axe et Maxwel Cornet sur le côté gauche. Il joue son premier match de Ligue des champions, sur la pelouse du Séville FC le 27 septembre 2016 (défaite 1-0). Il inscrit un doublé contre le Montpellier HSC, et réalise d'autres performances, parfois en demi teinte mais parfois aussi de haute volée. Il reçoit le premier carton rouge de sa carrière le 14 octobre 2016 contre l'OGC Nice après avoir marché sur l'ancien stéphanois Paul Baysse (défaite 2-0). Perdant parfois son statut de titulaire, dû notamment à de nombreuses blessures bénignes, mais aussi à une petite baisse de régime, il profite de la blessure de Mathieu Valbuena pour revenir dans l'effectif. Le 19 février 2017, il inscrit un splendide but tout en toucher face au Dijon FCO, confirmant ainsi le succès 4-2 des hommes du capitaine d'un soir, Jérémy Morel. Il inscrit son premier triplé en Ligue Europa contre l'AZ Alkmaar lors de la victoire 7-1 des hommes du capitaine Jordan Ferri le 23 février 2017. Il atteint alors la barre des dix buts et des dix passes décisives, réalisant le premier double-double de sa carrière. Face à l'AS Roma lors du match aller des huitièmes de finale de Ligue Europa, il marque deux minutes après son entrée en jeu, à la suite d'une belle frappe après s'être débarrassé de trois défenseurs romains (victoire 4-2).

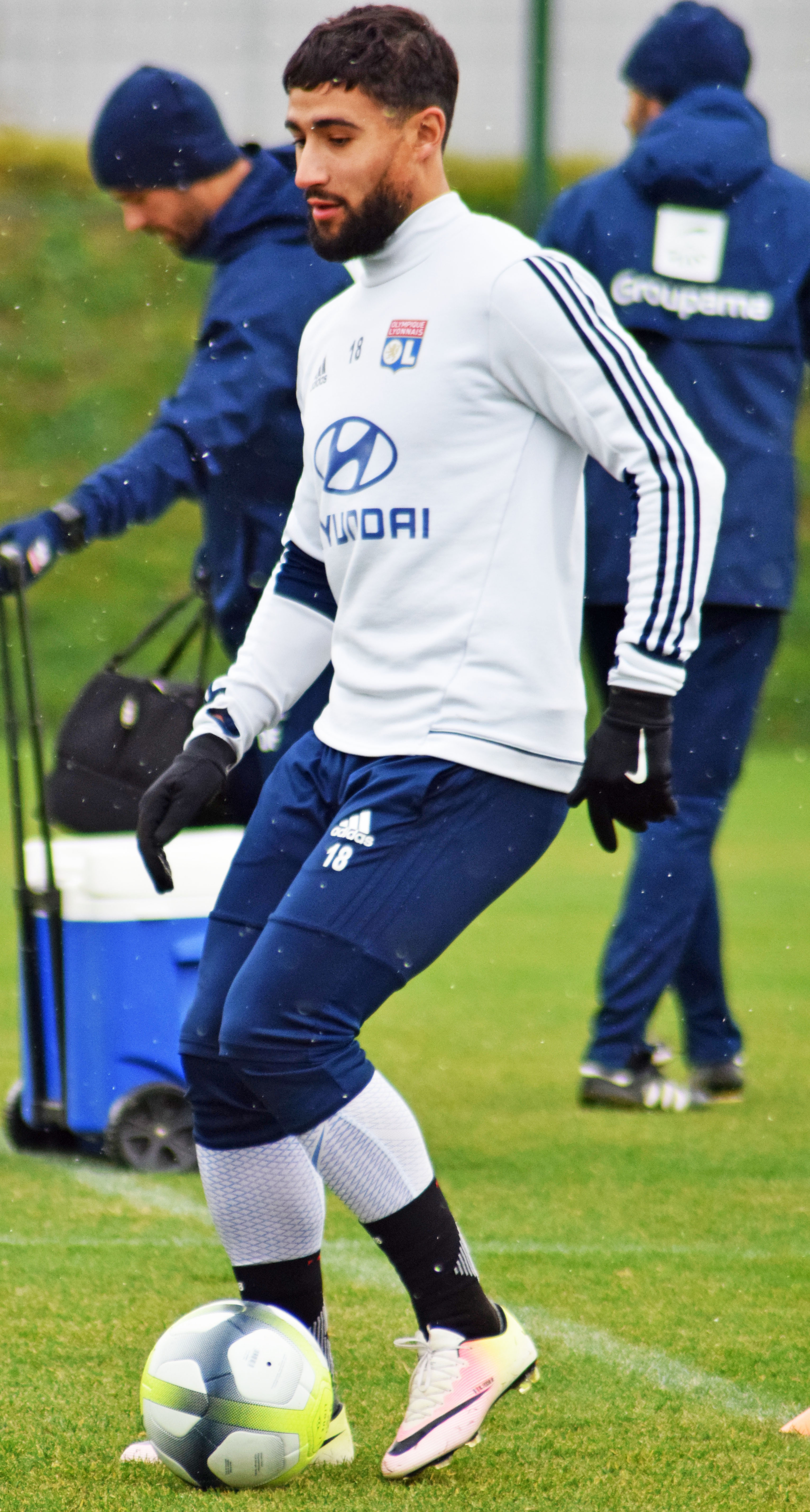
Nabil Fekir à l'entraînement avec l'Olympique lyonnais en 2017.

##### Capitaine de l'OL et confirmation (2017–2018)
En août 2017, à la suite des départs de Maxime Gonalons et d'Alexandre Lacazette, il est promu capitaine de l'OL. Lors de la première journée de Ligue 1, il inscrit un doublé contre le RC Strasbourg (victoire 4-0). Il est à nouveau décisif au cours de la deuxième journée, avec une passe décisive pour Mariano pour une victoire 2-1. Pour la troisième journée du championnat, il inscrit un but de 54 mètres contre les Girondins de Bordeaux, d'une frappe tendue du pied droit  qui lobe le goal,. Les Gones concèdent alors le nul 3-3. Au soir de la neuvième journée de Ligue 1, face à l'AS Monaco, il délivre une passe décisive pour Mariano Díaz avant d'inscrire un doublé, dont un coup franc dans la dernière minute du temps additionnel, permettant ainsi à son club de s'imposer sur un score de 3 buts à 2. Il réalise un excellent mois d'octobre avec deux doublés contre l'AS Monaco et le FC Metz ce qui lui permet d'être élu joueur du mois.
Le 5 novembre 2017, à l'occasion du derby contre Saint-Étienne, il inscrit un nouveau doublé plus une passe décisive avant de célébrer son second but et le score provisoire de 5-0 en retirant son maillot pour le montrer au public, reproduisant un geste effectué quelques mois plus tôt dans le championnat espagnol par Lionel Messi puis Cristiano Ronaldo. Ce geste entraîne la colère de spectateurs stéphanois, dont certains décident d'envahir le terrain, poussant l'arbitre à arrêter momentanément le match.
À mi-saison, Nabil Fekir est auteur de 16 réalisations toutes compétitions confondues. Il égale déjà son record de buts en une seule saison (record précédent réalisé sur la saison 2014-2015). Avec ses deux coéquipiers Mariano Díaz et Memphis Depay, ils forment un des trios les plus prolifiques d'Europe.
Contre le Paris Saint-Germain lors de la 22e journée de Ligue 1, il réalise une très bonne prestation ponctuée par un but sur coup franc en début de match et une passe décisive à Memphis Depay pour le but de la victoire à la 90e minute (victoire 2-1). À l'issue de ce match , il est, avec 16 réalisations, deuxième meilleur buteur du championnat derrière Edinson Cavani (PSG, 20 buts) et devant Neymar (PSG, 15 buts), la nouvelle recrue du PSG.
Sa deuxième partie de saison est néanmoins un peu tronquée par des blessures qui l'empêchent de participer à tous les matchs. Il termine l'exercice 2017-2018 avec 23 buts toutes compétitions confondues, ce qui fait de cette saison la plus prolifique de sa carrière, tout en ayant délivré 9 passes décisives, et tout cela en 40 matches. Il apparaît dans l'équipe type de la saison mais n'est pas dans les nommés au trophée UNFP de meilleur joueur de la saison. Le club rhodanien termine à la troisième position de Ligue 1, ce qui lui permet d'être directement qualifié pour la phase de poules de la Ligue des champions 2018-2019.

##### Transfert avorté et saison difficile (2018–2019)
Durant l'exercice 2018-2019, Nabil Fekir revient à l'OL après un transfert avorté à Liverpool et un titre de champion du monde avec l'équipe de France. Auteur d'un bon début de saison, il se fait notamment remarquer lors d'une victoire à Manchester City (victoire 2-1), match au cours lequel il marque un but et offre une passe décisive.
Il sera stoppé dans son élan face au Paris Saint-Germain à cause d'une entorse à la cheville. Il est donc forfait pour les matchs internationaux face à l'Islande (amical) et l'Allemagne (Ligue des nations). Le 12 décembre 2018, alors que son équipe est en ballotage favorable pour se qualifier pour les huitièmes de finale de la Ligue des champions, n'ayant besoin que d'un match nul face au Chakhtar Donetsk en Ukraine, les Gones se font surprendre par l'ouverture du score de Júnior Moraes en début de match. Sous la neige et dans la difficulté, l'équipe se relève en deuxième mi-temps et Nabil Fekir marque le but de l'égalisation sur un service de Memphis Depay. Le score se solde sur un match nul 1-1 envoyant ainsi l'Olympique lyonnais en huitièmes de C1 pour la première fois depuis sept ans.
Sa saison est globalement décevante comparée à sa précédente faisant preuve de beaucoup d'inconstance dans ses performances. Il finit avec 12 buts et 8 passes décisives toutes compétitions confondues en 42 matchs. En plus de cela, son transfert avorté à Liverpool semble l'avoir énormément affecté sachant que les Reds finissent par remporter la Ligue des champions cette saison-là. Certains supporters remarquent un manque d'envie qui, combiné à certaines blessures, l'empêchent de réaliser des performances aussi bonnes que la saison précédente. À la fin de saison, alors qu'il lui reste un an de contrat, plusieurs rumeurs de transfert font surface et il semblerait que Nabil Fekir, après cette saison ratée, souhaite quitter son club formateur pour donner un nouvel élan à sa carrière. Le nouvel entraîneur Sylvinho confirme son départ en conférence de presse, le 18 juillet 2019.

#### Real Betis Balompié (2019-2024)
En juillet 2019, Nabil Fekir s'engage pour une durée de quatre ans avec le club espagnol du Real Betis Balompié. Son transfert est estimé à 19,75 millions d'euros, plus 10 M€ de bonus et 20 % sur la plus-value à la revente. Ce transfert surprend de nombreux observateurs qui considèrent le Betis comme une équipe assez faible comparée aux autres courtisans de Nabil Fekir (la SS Lazio, le Valence CF et le Séville FC étaient intéressés) et ce, malgré les problèmes de blessures assez récurrents du joueur l'année dernière. Avec le départ de Giovani Lo Celso pour Tottenham, il est chargé de s'occuper de l'animation offensive des Verdiblancos, l'effectif comptant tout de même plusieurs joueurs très talentueux tels que William Carvalho, Diego Lainez ou encore Sergio Canales.
Pour son premier match avec le Betis, il marque lors d'un amical face à l'UD Las Palmas. Il est tout d'abord présenté avec le numéro 15 avant de récupérer le numéro 8 juste avant le début de saison à la suite du départ de Takashi Inui à Eibar. Il joue son premier match officiel le 18 août 2019 contre le Real Valladolid (défaite 2-1) et marque son premier but la semaine suivante en ouvrant le score contre le FC Barcelone au Camp Nou (défaite 5-2). Le 30 octobre 2019, il inscrit le but de la victoire à la dernière minute contre le Celta Vigo (victoire 2-1).
Il réalise quelques bonnes performances durant la première partie de saison bien que certaines blessures l'empêchent de participer à tous les matchs de son équipe. Son adaptation au football espagnol est plutôt réussie et il parvient à tirer son épingle du jeu à plusieurs reprises, sa qualité de dribble ainsi que sa puissance étant déjà reconnues comme très efficaces. Le 9 février 2020, il marque de nouveau contre le FC Barcelone lors du match retour pour donner l'avantage à son équipe (défaite 2-3), match durant lequel il sera aussi expulsé en récoltant un deuxième carton jaune pour contestation. C'est le deuxième carton rouge de la carrière de Nabil Fekir et son premier avec le Betis. Il effectue son retour deux semaines plus tard face à Mallorca, contre qui il marque son septième but de la saison sur penalty (match nul 3-3). Le 10 mars 2020, il contribue grandement à la victoire de son équipe face au leader du championnat, le Real Madrid, en réalisant plusieurs actions de très grande classe et en étant à l'origine du premier but inscrit par Sidnei (victoire 2-1). Le Betis finit la saison à la 15e place avec seulement cinq points devant la zone de relégation, ce qui constitue une performance assez décevante au vu de la qualité de l'effectif.
La saison suivante démarre avec quelques changements au sein de l'équipe. Manuel Pellegrini, ancien entraîneur de Manchester City et du Real Madrid, devient le nouvel entraîneur du Betis. Malgré une première partie de saison décevante de Fekir, où il ne parvient pas à marquer dans le jeu (un seul but marqué sur penalty contre Valladolid), le Betis s'accroche et parvient à réaliser une première partie de saison satisfaisante, pointant à la huitième place du classement, et toujours en course pour jouer une coupe d'Europe. Fekir monte petit à petit en régime par la suite, et permet au Betis de faire preuve de plus de régularité. Lors de la 28e journée, il marque un but incroyable contre Levante à la suite d'un slalom en étant parti du milieu de terrain et après avoir éliminé quatre joueurs. Ce but maradonesque permet au Betis de l'emporter sur le score de 2-0 pour monter à la sixième place du classement.
En janvier 2022, Fekir prolonge son contrat de trois ans, le liant au Betis jusqu'en 2026, et affirme être « tombé amoureux de ce club, de ses supporters, de cette ville et de ses habitants. J'ai vécu de grands moments ici, mais j'en veux plus ». Le 9 février suivant, en Copa del Rey contre le Rayo de Vallecano, Fekir joue son centième match sous les couleurs du Real Betis Balompié.
Sa saison 2022-2023 se termine prématurément en février. Blessé lors de la 23e journée de Liga lors de la victoire du Betis sur le terrain d'Elche, il subit une rupture du ligament croisé antérieur du genou gauche nécessitant une intervention chirurgicale. Il affiche un bilan de six buts inscrits et trois passes décisives. Après huit mois d'absence, il reprend la compétition le 4 novembre à l'occasion de la 12e journée de Liga 2023-2024 en remplaçant Isco à quelques minutes de la fin du match contre le RCD Majorque.
Fekir quitte le club à la fin du mois d'août 2024.

### Carrière en sélection nationale

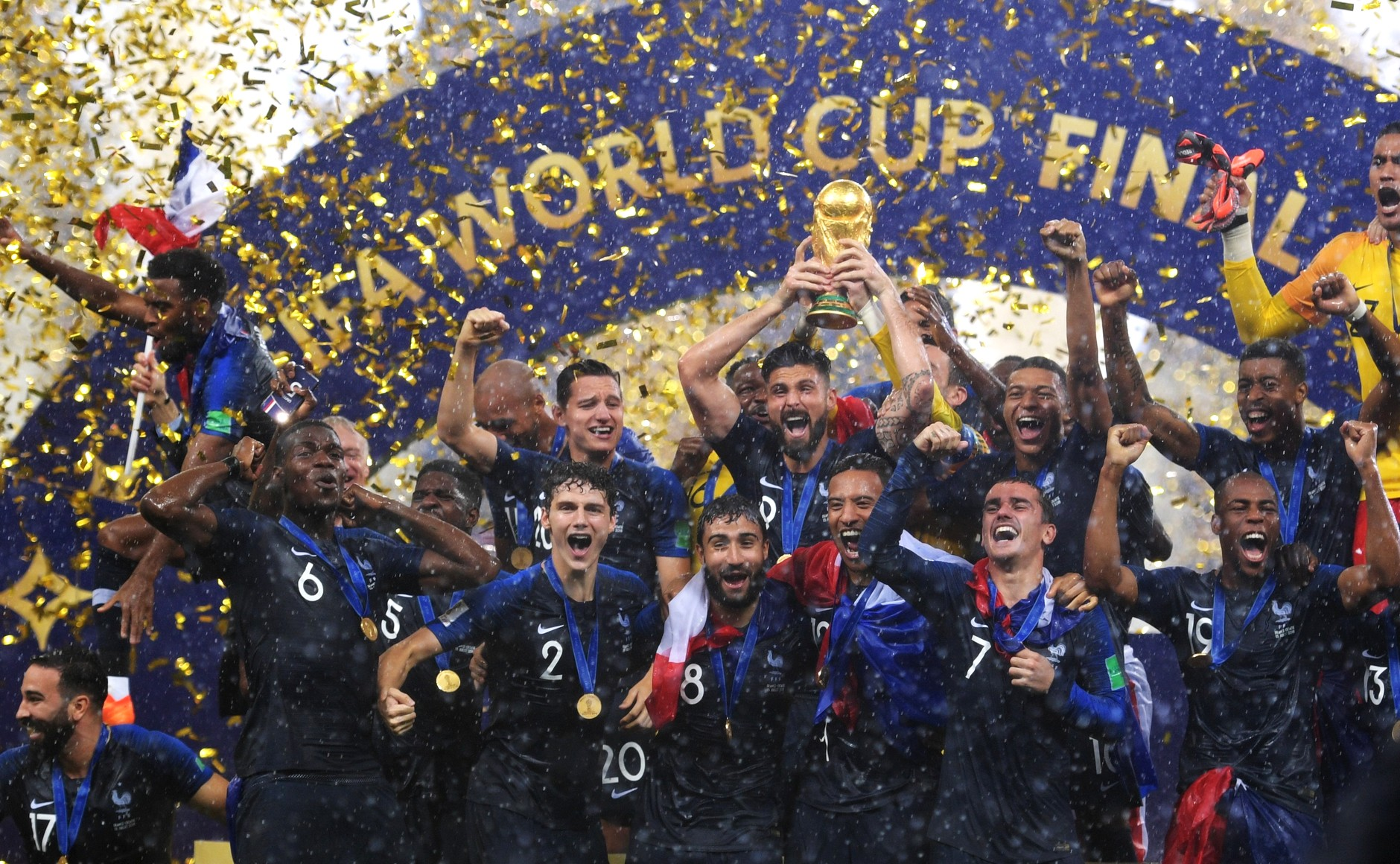
Nabil Fekir et son ex-coéquipier Corentin Tolisso, tous deux juste en dessous d'Olivier Giroud (tenant le trophée), célébrant la victoire en Coupe du monde avec l'équipe de France en 2018.

Nabil Fekir avait initialement décidé de jouer pour l'Algérie le pays de ses parents dont il possède la nationalité en tant que binational. Après des hésitations entre la France et l'Algérie, il décide finalement de choisir de jouer pour la France. Il est appelé pour la première fois en Équipe de France en mars 2015 par Didier Deschamps.
Ce choix de l'équipe de France lui a valu de nombreux mécontentements de la part de sa famille qui aurait préféré le voir jouer pour l'équipe d'Algérie, ainsi que de nombreux supporters Algériens qui considèrent ce choix comme une traîtrise. Le joueur a été victime de nombreuses insultes et menaces, notamment sur les réseaux sociaux où il y était régulièrement traité de "Harki", de "Traître", et de "Vendu", ce qui l'a contraint de suspendre sa page Facebook officielle en Algérie face à ce cyberharcèlement
Le 26 mars 2015, il honore sa première sélection face au Brésil en entrant à la 74e minute au stade de France, il ne peut cependant pas éviter la défaite 3 buts à 1 de l'équipe de France.
Le 7 juin 2015, il marque son premier but sous le maillot tricolore lors du match France-Belgique (3-4) au stade de France.
Le 4 septembre 2015, à l'occasion du match Portugal-France (0-1) et de sa première titularisation en bleu, il est victime d'une rupture du ligament croisé du genou droit qui le rend indisponible au moins six mois. De retour à la compétition en avril, Nabil Fekir ne fait pas partie de la liste des 23 sélectionnés à l'Euro 2016.
Le 25 août 2016, Didier Deschamps le rappelle pour le match amical face l'Italie et pour le match de qualification pour la Coupe du monde 2018 contre la Biélorussie. Mais Nabil Fekir déclare finalement forfait pour ces deux rencontres à la suite d'une blessure lors du match Dijon-Lyon, le 27 août 2016. Deschamps lui maintient sa confiance pour le rassemblement suivant. Le 7 octobre 2016, Nabil Fekir joue son premier match officiel avec l'Équipe de France contre la Bulgarie.
Le 24 août 2017, après près de six mois d'absence en bleu, Didier Deschamps le rappelle à l'occasion d'un rassemblement. Il est le seul joueur lyonnais de la liste, mais il côtoie ses anciens coéquipiers Alexandre Lacazette, Samuel Umtiti, Corentin Tolisso et Christophe Jallet.

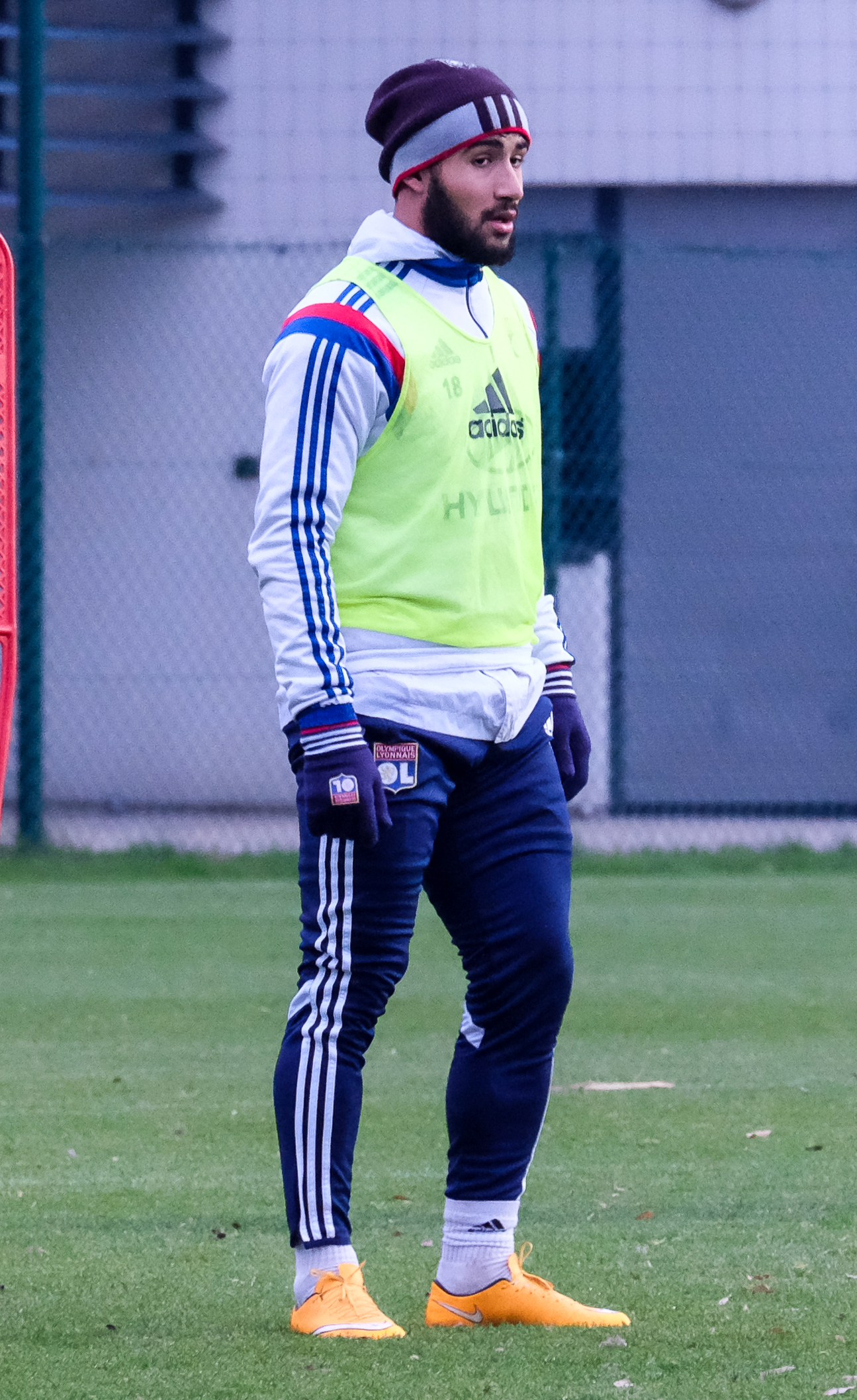
Nabil Fekir lors d'un entraînement avec l'Olympique lyonnais en 2015.

Il fait partie des 23 joueurs sélectionnés pour le Mondial 2018 en Russie. Il inscrit son deuxième but en équipe nationale contre la république d'Irlande lors du match de préparation à la Coupe du monde. Au cours de la compétition, il entre en cours de jeu à six occasions. Le 15 juillet 2018, il dispute notamment les dix dernières minutes de la finale, victoire 4-2 face à la Croatie au stade Loujniki de Moscou ; Nabil Fekir est alors sacré champion du monde.
Nabil Fekir continue d'être sélectionné dans l'équipe de France lors des matchs de qualification pour l'Euro 2020 qui débutent fin mars 2019, même après après son transfert au Real Betis. Le 28 août 2020, à la suite du forfait de Houssem Aouar, il est appelé en équipe de France par Didier Deschamps pour affronter la Suède et la Croatie dans le cadre de la Ligue des nations.

### Style de jeu
Nabil Fekir, gaucher, est reconnu pour son habileté avec le ballon, son équilibre et sa relative puissance lui permettant de résister à de nombreux duels. En 2014, son entraîneur Rémi Garde met en avant sa vitesse dans l'exécution de ses frappes ou de ses centres. Quant à son ancien président à Vaulx, il met en avant les aptitudes de Nabil Fekir pour frapper les coups francs et pense que son meilleur poste est celui de meneur de jeu. C'est d'ailleurs à ce poste qu'il s'impose dans le 4-2-3-1 de Bruno Génésio. Il lui est aussi déjà arrivé de jouer à d'autres postes au cours de sa carrière. Lors de la saison 2014-2015, il est par exemple souvent aligné comme second attaquant en soutien d'Alexandre Lacazette dans le 4-4-2 losange d'Hubert Fournier. Il s'est aussi souvent retrouvé positionné au poste d'ailier droit du 4-3-3 de Bruno Génésio lors de la saison 2015-2016 dans un profil de « faux-pied » (gaucher jouant sur le côté droit), poste où il est néanmoins moins à l'aise.
Plusieurs observateurs comparent sa technique de dribble à celle de Lionel Messi, Nabil Fekir l'admettant bien volontiers considérant malgré tout être très loin du niveau de l'octuple Ballon d'or.

## Statistiques détaillées

### En club
| Saison                | Club                  | Championnat           | Championnat | Championnat | Championnat | Coupe(s) nationale(s) | Coupe(s) nationale(s) | Coupe(s) nationale(s) | Supercoupe | Supercoupe | Supercoupe | Compétition(s) continentale(s) | Compétition(s) continentale(s) | Compétition(s) continentale(s) | Compétition(s) continentale(s) | Total | Total | Total |
| Saison                | Club                  | Division              | M.          | B.          | P.d.        | M.                    | B.                    | P.d.                  | M.         | B.         | P.d.       | Comp.                          | M.                             | B.                             | P.d.                           | M.    | B.    | P.d.  |
| 2013-2014             | Olympique lyonnais    | Ligue 1               | 11          | 1           | 2           | 2                     | 0                     | 0                     | -          | -          | -          | C1+C3                          | 1+3                            | 0                              | 0                              | 17    | 1     | 2     |
| 2014-2015             | Olympique lyonnais    | Ligue 1               | 34          | 13          | 9           | 3                     | 2                     | 0                     | -          | -          | -          | C3                             | 2                              | 0                              | 0                              | 39    | 15    | 9     |
| 2015-2016             | Olympique lyonnais    | Ligue 1               | 9           | 4           | 1           | -                     | -                     | -                     | -          | -          | -          | C1                             | -                              | -                              | -                              | 9     | 4     | 1     |
| 2016-2017             | Olympique lyonnais    | Ligue 1               | 32          | 9           | 4           | 3                     | 1                     | 4                     | 1          | 0          | 0          | C1+C3                          | 5+8                            | 0+4                            | 0+3                            | 49    | 14    | 11    |
| 2017-2018             | Olympique lyonnais    | Ligue 1               | 30          | 18          | 8           | 2                     | 2                     | 0                     | 0          | 0          | 0          | C3                             | 8                              | 3                              | 1                              | 40    | 23    | 9     |
| 2018-2019             | Olympique lyonnais    | Ligue 1               | 29          | 9           | 7           | 4                     | 0                     | 1                     | -          | -          | -          | C1                             | 6                              | 3                              | 2                              | 39    | 12    | 10    |
| Sous-total            | Sous-total            | Sous-total            | 145         | 54          | 31          | 14                    | 5                     | 5                     | 1          | 0          | 0          | -                              | 33                             | 10                             | 6                              | 193   | 69    | 42    |
| 2019-2020             | Real Betis Balompie   | Liga                  | 32          | 7           | 4           | 1                     | 0                     | 0                     | -          | -          | -          | -                              | -                              | -                              | -                              | 33    | 7     | 4     |
| 2020-2021             | Real Betis Balompie   | Liga                  | 33          | 5           | 5           | 5                     | 0                     | 0                     | -          | -          | -          | -                              | -                              | -                              | -                              | 38    | 5     | 5     |
| 2021-2022             | Real Betis Balompie   | Liga                  | 34          | 6           | 8           | 6                     | 2                     | 2                     | -          | -          | -          | C3                             | 7                              | 2                              | 3                              | 47    | 10    | 13    |
| 2022-2023             | Real Betis Balompie   | Liga                  | 15          | 2           | 2           | 1                     | 0                     | 1                     | 1          | 1          | 0          | C3                             | 3                              | 2                              | 0                              | 20    | 5     | 3     |
| 2023-2024             | Real Betis Balompie   | Liga                  | 19          | 1           | 2           | 1                     | 0                     | 0                     | -          | -          | -          | C3+C4                          | 2+2                            | 0+0                            | 1+0                            | 24    | 1     | 3     |
| 2024-2025             | Real Betis Balompie   | Liga                  | 2           | 0           | 1           | -                     | -                     | -                     | -          | -          | -          | C4                             | 1                              | 0                              | 0                              | 3     | 0     | 1     |
| Sous-total            | Sous-total            | Sous-total            | 135         | 21          | 22          | 14                    | 2                     | 4                     | 1          | 1          | 0          | -                              | 15                             | 4                              | 4                              | 165   | 28    | 30    |
| 2024-2025             | Al-Jazira Club        | UAE Pro League        | 17          | 8           | 3           | 8                     | 1                     | 1                     | -          | -          | -          | -                              | -                              | -                              | -                              | 25    | 9     | 4     |
| Total sur la carrière | Total sur la carrière | Total sur la carrière | 297         | 83          | 56          | 36                    | 8                     | 10                    | 2          | 1          | 0          | -                              | 48                             | 14                             | 10                             | 383   | 106   | 76    |

### En sélection nationale
| Saison                | Sélection             | Phases finales        | Phases finales | Phases finales | Phases finales | Éliminatoires | Éliminatoires | Éliminatoires | Ligue Nations UEFA | Ligue Nations UEFA | Ligue Nations UEFA | Matchs amicaux | Matchs amicaux | Matchs amicaux | Total | Total | Total |
| Saison                | Sélection             | Compétition           | M              | B              | Pd             | M             | B             | Pd            | M                  | B                  | Pd                 | M              | B              | Pd             | M     | B     | Pd    |
| --------------------- | --------------------- | --------------------- | -------------- | -------------- | -------------- | ------------- | ------------- | ------------- | ------------------ | ------------------ | ------------------ | -------------- | -------------- | -------------- | ----- | ----- | ----- |
| 2014-2015             | France                | -                     | -              | -              | -              | -             | -             | -             | -                  | -                  | -                  | 4              | 1              | 0              | 4     | 1     | 0     |
| 2015-2016             | France                | -                     | -              | -              | -              | -             | -             | -             | -                  | -                  | -                  | 1              | 0              | 0              | 1     | 0     | 0     |
| 2016-2017             | France                | -                     | -              | -              | -              | 1             | 0             | 0             | -                  | -                  | -                  | 1              | 0              | 0              | 2     | 0     | 0     |
| 2017-2018             | France                | Coupe du monde 2018   | 6              | 0              | 0              | 2             | 0             | 0             | -                  | -                  | -                  | 3              | 1              | 1              | 11    | 1     | 1     |
| 2018-2019             | France                | -                     | -              | -              | -              | 1             | 0             | 0             | 1                  | 0                  | 0                  | 1              | 0              | 0              | 3     | 0     | 0     |
| 2019-2020             | France                | -                     | -              | -              | -              | 3             | 0             | 2             | 1                  | 0                  | 0                  | -              | -              | -              | 4     | 0     | 2     |
| Total sur la carrière | Total sur la carrière | Total sur la carrière | 6              | 0              | 0              | 7             | 0             | 2             | 2                  | 0                  | 0                  | 10             | 2              | 1              | 25    | 2     | 3     |

#### Liste des matches internationaux
| Matches internationaux de Nabil Fekir | Matches internationaux de Nabil Fekir | Matches internationaux de Nabil Fekir             | Matches internationaux de Nabil Fekir | Matches internationaux de Nabil Fekir | Matches internationaux de Nabil Fekir | Matches internationaux de Nabil Fekir                                         |
|                                       | Date                                  | Lieu                                              | Adversaire                            | Résultat                              | Compétition                           | Notes                                                                         |
| ------------------------------------- | ------------------------------------- | ------------------------------------------------- | ------------------------------------- | ------------------------------------- | ------------------------------------- | ----------------------------------------------------------------------------- |
| 1.                                    | 26 mars 2015                          | Stade de France, Saint-Denis, France              | Brésil                                | 1 - 3                                 | Match amical                          | Entre en jeu à la place de Antoine Griezmann à la 74e minute de jeu.          |
| 2.                                    | 29 mars 2015                          | Stade Geoffroy-Guichard, Saint-Étienne, France    | Danemark                              | 2 - 0                                 | Match amical                          | Entre en jeu à la place de Antoine Griezmann à la 60e minute de jeu.          |
| 3.                                    | 7 juin 2015                           | Stade de France, Saint-Denis, France              | Belgique                              | 3 - 4                                 | Match amical                          | Entre en jeu à la place de Mathieu Valbuena à la 73e minute de jeu et buteur. |
| 4.                                    | 13 juin 2015                          | Elbasan Arena, Elbasan, Albanie                   | Albanie                               | 1 - 0                                 | Match amical                          | Entre en jeu à la place de Olivier Giroud à la 46e minute de jeu.             |
| 5.                                    | 4 septembre 2015                      | Stade Alvalade, Lisbonne, Portugal                | Portugal                              | 0 - 1                                 | Match amical                          | Titulaire et remplacé par Antoine Griezmann à la 14e minute de jeu.           |
| 6.                                    | 7 octobre 2016                        | Stade de France, Saint-Denis, France              | Bulgarie                              | 4 - 1                                 | Éliminatoires Coupe du monde 2018     | Entre en jeu à la place de Antoine Griezmann à la 83e minute de jeu.          |
| 7.                                    | 15 novembre 2016                      | Stade Bollaert, Lens, France                      | Côte d'Ivoire                         | 0 - 0                                 | Match amical                          | Entre en jeu à la place de Ousmane Dembele à la 46e minute de jeu.            |
| 8.                                    | 31 août 2017                          | Stade de France, Saint-Denis, France              | Pays-Bas                              | 4 - 0                                 | Éliminatoires Coupe du monde 2018     | Entre en jeu à la place de Antoine Griezmann à la 89e minute de jeu.          |
| 9.                                    | 3 septembre 2017                      | Stade Saint-Symphorien, Metz, France              | Luxembourg                            | 0 - 0                                 | Éliminatoires Coupe du monde 2018     | Entre en jeu à la place de Antoine Griezmann à la 81e minute de jeu.          |
| 10.                                   | 10 novembre 2017                      | Stade de France, Saint-Denis, France              | Pays de Galles                        | 2 - 0                                 | Match amical                          | Entre en jeu à la place de Antoine Griezmann à la 64e minute de jeu.          |
| 11.                                   | 28 mai 2018                           | Stade de France, Saint-Denis, France              | République d'Irlande                  | 2 - 0                                 | Match amical                          | Titulaire, buteur et remplacé par Antoine Griezmann à la 63e minute de jeu.   |
| 12.                                   | 9 juin 2018                           | Parc Olympique lyonnais, Décines-Charpieu, France | États-Unis                            | 1 - 1                                 | Match amical                          | Entre en jeu à la place de Antoine Griezmann à la 69e minute de jeu.          |
| 13.                                   | 16 juin 2018                          | Kazan Arena, Kazan, Russie                        | Australie                             | 2 - 1                                 | Coupe du monde 2018                   | Entre en jeu à la place de Antoine Griezmann à la 70e minute de jeu.          |
| 14.                                   | 21 juin 2018                          | Iekaterinbourg Arena, Iekaterinbourg, Russie      | Pérou                                 | 1 - 0                                 | Coupe du monde 2018                   | Entre en jeu à la place de Antoine Griezmann à la 80e minute de jeu.          |
| 15.                                   | 26 juin 2018                          | Stade Loujniki, Moscou, Russie                    | Danemark                              | 0 - 0                                 | Coupe du monde 2018                   | Entre en jeu à la place de Antoine Griezmann à la 68e minute de jeu.          |
| 16.                                   | 30 juin 2018                          | Kazan Arena, Kazan, Russie                        | Argentine                             | 4 - 3                                 | Coupe du monde 2018                   | Entre en jeu à la place de Antoine Griezmann à la 83e minute de jeu.          |
| 17.                                   | 6 juillet 2018                        | Stade de Nijni Novgorod, Nijni Novgorod, Russie   | Uruguay                               | 0 - 2                                 | Coupe du monde 2018                   | Entre en jeu à la place de Antoine Griezmann à la 90e minute de jeu.          |
| 18.                                   | 15 juillet 2018                       | Stade Loujniki, Moscou, Russie                    | Croatie                               | 4 - 2                                 | Coupe du monde 2018                   | Entre en jeu à la place de Antoine Griezmann à la 81e minute de jeu.          |
| 19.                                   | 6 septembre 2018                      | Allianz Arena, Munich, Allemagne                  | Allemagne                             | 0 - 0                                 | Ligue des nations 2018-2019           | Entre en jeu à la place de Antoine Griezmann à la 81e minute de jeu.          |
| 20.                                   | 20 novembre 2018                      | Stade de France, Saint-Denis, France              | Uruguay                               | 1 - 0                                 | Match amical                          | Entre en jeu à la place de Tanguy Ndombele à la 70e minute de jeu.            |
| 21.                                   | 22 mars 2019                          | Stade Zimbru, Chișinău, Moldavie                  | Moldavie                              | 1 - 4                                 | Éliminatoires Euro 2020               | Entre en jeu à la place de Olivier Giroud à la 81e minute de jeu.             |
| 22.                                   | 7 septembre 2019                      | Stade de France, Saint-Denis, France              | Albanie                               | 4 - 1                                 | Éliminatoires Euro 2020               | Entre en jeu à la place de Thomas Lemar à la 84e minute de jeu.               |
| 23.                                   | 10 septembre 2019                     | Stade de France, Saint-Denis, France              | Andorre                               | 2 - 0                                 | Éliminatoires Euro 2020               | Entre en jeu à la place de Kingsley Coman à la 85e minute de jeu.             |
| 24.                                   | 17 novembre 2019                      | Arena Kombëtare, Tirana, Albanie                  | Albanie                               | 0 - 2                                 | Éliminatoires Euro 2020               | Entre en jeu à la place de Wissam Ben Yedder à la 85e minute de jeu.          |
| 25.                                   | 8 septembre 2020                      | Stade de France, Saint-Denis, France              | Croatie                               | 4 - 2                                 | Ligue des nations 2020-2021           | Entre en jeu à la place de Antoine Griezmann à la 78e minute de jeu.          |

#### Buts internationaux
| 0   | Date        | Lieu                                 | Compétition  | Résultat | Adversaire           | Détail | Détail        | Détail | Sél. |
| --- | ----------- | ------------------------------------ | ------------ | -------- | -------------------- | ------ | ------------- | ------ | ---- |
| 1er | 7 juin 2015 | Stade de France, Saint-Denis, France | Match amical | P 3-4    | Belgique             | 89e    | du pied droit | 2-4    | 3e   |
| 2e  | 28 mai 2018 | Stade de France, Saint-Denis, France | Match amical | V 2-0    | République d'Irlande | 44e    | du pied droit | 2-0    | 11e  |

## Palmarès

### En club
Avec l'Olympique lyonnais, Nabil Fekir est finaliste de la Coupe de la Ligue en 2014, vice-champion de Ligue 1 en 2015 et 2016 et finaliste du Trophée des champions en 2016.
Avec le Betis, il remporte la Coupe d'Espagne en 2022.

### En sélection nationale
Avec l'équipe de France, Nabil Fekir compte 25 sélections pour 2 buts et remporte la Coupe du monde en 2018.
| Olympique lyonnais | Real Betis (1)                       | Équipe de France (1)                |
| --- | ------------------------------------ | ----------------------------------- |
| - Championnat de France - Vice-champion : 2015 et 2016 - Coupe de la Ligue - Finaliste : 2014 - Trophée des Champions - Finaliste : 2016 | - Coupe d'Espagne - Vainqueur : 2022 | - Coupe du monde - Vainqueur : 2018 |

## Distinctions
- Trophées UNFP :
  - Trophée UNFP du meilleur espoir de Ligue 1 en 2015.
  - Trophée du joueur du mois UNFP en octobre 2017.
  - Nommé dans l'équipe type de Ligue 1 en 2015 et 2018.
- Lion d'Argent :
  - Lion d'Argent (Cérémonie des Lions du sport) en 2017 et 2018.

## Décoration
- Chevalier de la Légion d'honneur . Par décret du Président de la République en date du 31 décembre 2018, tous les membres de l'équipe de France championne du monde 2018 sont promus au grade de Chevalier de la Légion d'honneur[45].